# اولیانوفکا (شهرستان کویورگازینسکی، باشقیرستان)
اولیانوفکا (انگلیسی: Ulyanovka, Kuyurgazinsky District, Republic of Bashkortostan) یک شهرک در شهرستان کویورگازینسکی جمهوری باشقیرستان در کشور روسیه است.